# Liste der Biografien/Jeu
Liste der Biografien |
Portal Biografien |
Personensuche
# |
A |
B |
C |
D |
E |
F |
G |
H |
I |
J |
K |
L |
M |
N |
O |
P |
Q |
R |
S |
T |
U |
V |
W |
X |
Y |
Z |
?
 
Ja |
Jb |
Jd |
Je |
Jh |
Ji |
Jj |
Jl |
Jn |
Jm |
Jo |
Jp |
Jr |
Js |
Jt |
Ju |
Jv |
Jw |
Jy
 
Jea |
Jeb |
Jec |
Jed |
Jee |
Jef |
Jeg |
Jeh |
Jei |
Jej |
Jek |
Jel |
Jem |
Jen |
Jeo |
Jep |
Jeq |
Jer |
Jes |
Jet |
Jeu |
Jev |
Jew |
Jex |
Jey |
Jez
Die Liste der Biografien führt alle Personen auf, die in der deutschsprachigen Wikipedia einen Artikel haben. Dieses ist eine Teilliste mit 17 Einträgen von Personen, deren Namen mit den Buchstaben „Jeu“ beginnt.

## Jeu

### Jeuc
- Jeuch, Joseph Caspar (1811–1895), Schweizer Architekt

### Jeud
- Jeudy, Jerry (* 1999), US-amerikanischer American-Football-Spieler
- Jeudy, Sherly (* 1998), haitianische Fußballspielerin
- Jeudy-Dugour, Antoine (1766–1840), französischer Verlagsbuchhändler und Schriftsteller

### Jeul
- Jeuland, Pascale (* 1987), französische Radsportlerin

### Jeun
- Jeune d’Allegeershecque, Susan le (* 1963), britische Diplomatin
- Jeune, Francisque (1808–1871), französischer Schauspieler
- Jeune, Monpoint, Präsident von Haiti
- Jeune, Patrick Pierre (* 1959), französischer Maler
- Jeunesse, Lucien (1918–2008), französischer Hörfunkmoderator, Operettensänger und Schauspieler
- Jeunet, Jean-Pierre (* 1953), französischer RegisseurJean-Pierre Jeunet (* 1953)

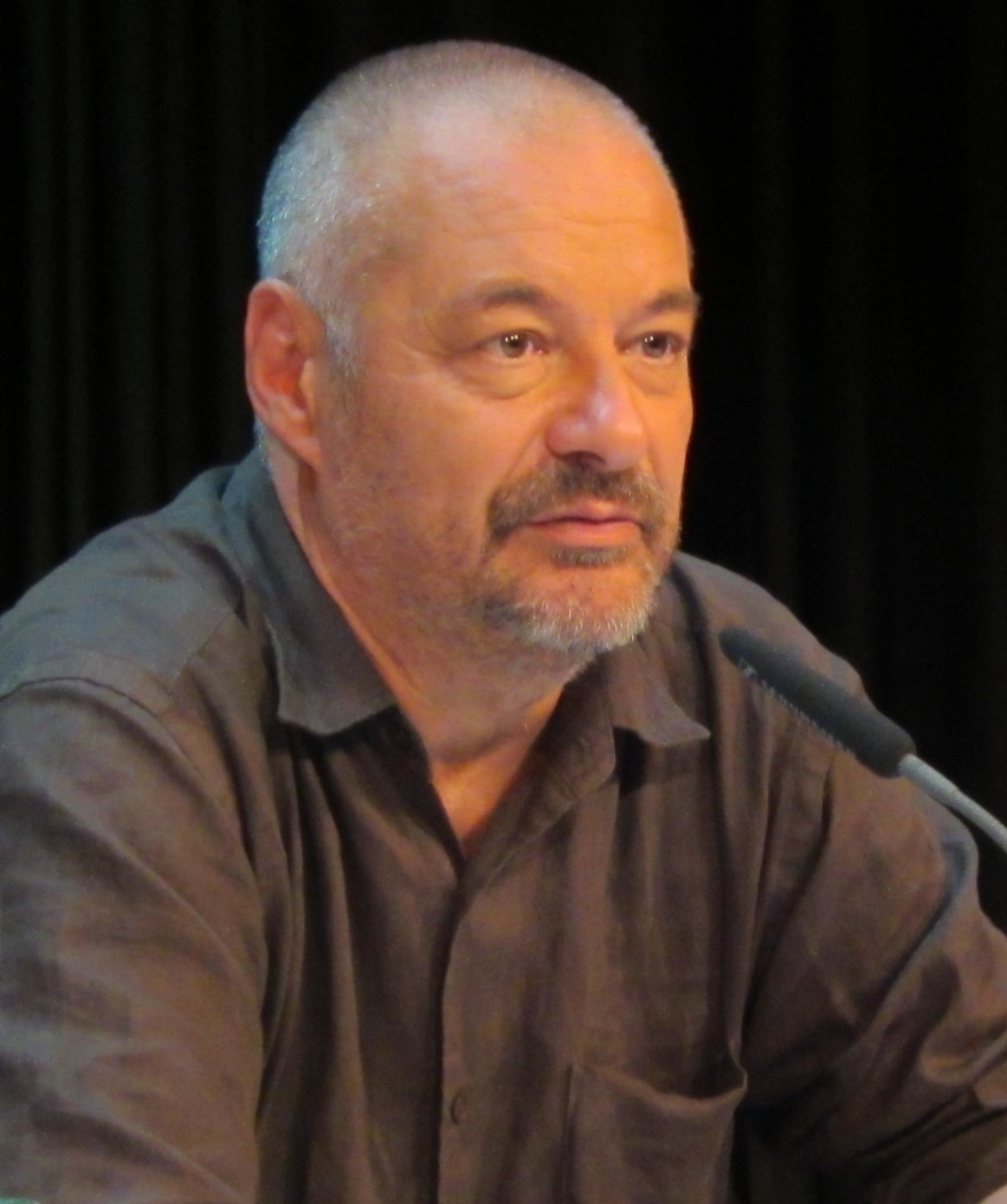
Jean-Pierre Jeunet (* 1953)

### Jeur
- Jeuring, Jan (* 1947), niederländischer Fußballspieler
- Jeurissen, Herman (* 1952), niederländischer Hornist
- Jeury, Michel (1934–2015), französischer Science-Fiction-Autor

### Jeut
- Jeute, Paul (* 1981), deutscher Schriftsteller und Historiker
- Jeuthe, Gustav (1876–1963), deutscher Politiker (SPD)
- Jeutych, Asja Aslanowna (* 1962), russische Gold- und Waffenschmiedin